# Festival Internacional de Cine de Mónaco
El Festival Internacional de Cine de Mónaco es un festival de cine anual celebrado en el Principado de Mónaco. Es una organización sin ánimo de lucro, fundada en diciembre de 2003. Se enfoca principalmente en exhibir películas sin contenido violento y acepta producciones cinematográficas de todo el mundo para que participen en los premios otorgados en diversas categorías. Entre sus invitados notables se destaca el Dalai Lama. El premio que se entrega en el festival es conocido como Angel Film.